# Ваздушни напад на Плзењ 21. октобра 1940.
Ваздушни напад на Плзењ 21. октобра 1940. године била је једна од операција британског Краљевског ваздухопловства (РАФ) у јесен 1940. године, изведена на почетку Другог светског рата. Током планираног ноћног напада РАФ-ових бомбардера на западночешки град Плзењ, мета је био погон Завода Шкода који је требало да буде оштећен или уништен. Био је то први покушај бомбардовања Плзења, од укупно 17 колико их је изведено током Другог светског рат, који је резултовао неуспехом, јер се бомбардовање постројења Шкода и града уопште није догодило због проблема које су пилоти имали са проналажењем циља.

## Позадина догађаја
Плзењски погон Шкоде, као део немачког инжењерског концерна Reichswerke Hermann Göring од почетка окупације Чехословачке у Другом светском рату,.   био је веома важан за нацистичку Немачку, јер је у том историјском раздобљу био једна од највећих фабрика оружја у Европи.  Шкода је својом продукцијом помогла у вођењу агресивне и експанзионе политике Немачке, испоручујући нацистичкој Немачкој војсци квалитетан и модеран арсенал ратне опреме и наоружања. 
У првој половини рата, оружје из Шкоде било је углавном чехословачке конструкције, и управо из ових разлога погони Шкода са седиштем у Плзењу постали су мета број један британских ваздушних напада на територију некадашње Чехословачке, а у време Другог светског рата Протекторат Чешка и Моравска, како би се уништавањем погона Шкода значајно смањила борбена способност немачке и евентуално тиме спречила да настави рат.

## Проблеми са навигацијом и ноћни летови
Током дневних активности изнад непријатељске територије у мају и јуну 1940. године, РАФ је забележио скоро шест процената губитака у поређењу са мање од три процента губитака у ноћним активностима. Слабо наоружани и спори британски бомбардери током дана били су лака мета немачке одбране. Ова ограничења у ваздуопловима утицала је на доношење одлуке да се ваздушни напади  изводе углавном у ноћним часовима. Тако је у јесен 1940. године дошло до јпромена у стратегији РАФ-а: ноћни препади су имали предност, а током дана извођене су само мање и специјализоване операције.
Међутим, ноћна дејства биле су компликована отежаном навигацијом до одредишта удаљених преко 1.000 км од аеродрома са којих су авиони полетали, јер није било адекватних техничких средстава за ту намену. Пилоти су 1940. године имали врло ограничене ресурсе да одреде правац лета и пронађу циљ. Ослањали су се углавном на обичан компас, мапе и израчунавање времена доласка изнад одредишта.   У ведрој ноћи могли су да се оријентишу према звездама и вероватно према видљивим елементима пејзажа испод себе, током облачности било је јако тешко или чак немогуће одредити локацију циља. Ветар је такође био један од проблема у навигацији, јер је бочни ветар мењао правац и брзину авиона, па су на ветру је летелица била пред циљем ван предвиђеног времена доласка. Имајући ово у виду Британско ваздухопловство је на путу до Плзења 1940. године било на ивици могућности летења, јер се налазило на самој ивици домета тадашњих британских летелице.

## Припреме
Чехословачка влада у егзилу у Лондону затражила је од РАФ-а да што је могуће пре изведе бомбардовања над Протекторатом.  Постројења Шкода у западночешкој метрополи изабрана су због поменутог значаја овог Завода. За британску бомбардерску команду Плзењ је био најудаљеније одредиште - на удаљено најмање 860 км од Британских острва и на самој ивици домета тадашње британске летелице.
Извођењем првог ваздушног напада на Плзењ,  наређено је 4. групи за бомбардовање, која је имала матичну базу у Јоркширу на северу Енглеске.   Ова група је изабрана због тога што је поседовала највеће искуствао у ноћним летовима на велике даљине. Такође ова група поседовала је ескадрилу двомоторних бомбардерских авиона Армстронг Витворт Вајтли (енгл. Armstrong Whitworth Whitley, A.W.38 Whitley) који су могли да лете до Плзења и назад без потребе за додатним резервоарима (домет ових авиона је био 2.462 км).
Ваздушни напад је конкретно требало да изведе 58. ескадрила 4. бомбардерске групе. Акција није изведена у планирани дан, због лошег времена и више пута  је одлаган све до ноћи са 20. на 21. октобар 1940. године. Посади је наређено да бомбе могу да избаце тек након што се разведри и након уочавања погона  Шкоде како бомбардовањем не би било на слепо и тиме угрозили чешке цивиле.

## Ваздушни напад
У ноћи са недеље 20. на понедељак 21. октобра изведена је већа операција изнад непријатељске територије у којој је укупно дејствовало 139 летелице, од којих је неколико типова авиона дејствовало против различитих циљева на територији под контролом Немачке и Италије.   Већина летелица, тридесет, кренуло је ка Берлину.
Матична база 58. ескадриле био је РАФ  Linton-on-Ouse , који се налази северозападно од Јорка и удаљен је 1.108 км од Плзења.
Једанаест авиона Армстронг Витворт Вајтли полетело је у времену од 18:00 и 19:10 часова 20. октобра 1940. године ка Плзењу.   Ноћни лет до Плзења и назад требало је да траје 11 сати. Од ових једанаест авиона два авиона са вратило са задатка због техничког квара - капетан  Sgt Boothby у авиону П5028 (ГЕ-Р) вратио се због квара задње куполе и слетео је у Јорк у 19:15, а капетан P/O Forth  у авиону Т4211 (ГЕ-Б), након откривања квара на авиону, бомбе је бацио у море и слетео на аеродром у Енглеској у 21:00.
После петосатног лета, ескадрила од девет преосталих летелица стигла је до циља изнад Плзења, који је током ноћи био скривен под густим облацима.
Један од авиона П5058 (ГЕ-Ф)  начелу са F/O Brookem  спустио се на ризичну висину од 530 метара (оближње брдо Кркавец уздиже се на висину од 504 м, Радине на 569 м), али како облаци нису били танки, циљ није пронађен и из три авиона бачени су само свежњи промотивних летака.
Према извештајима Протектората над Плзењом британски авиони уопште нису успели да дејствују: ватрогасци Шкоде у свом извештају помињу само податке о „ваздушној опасности“ (која је нижа од „ваздушног аларма“), и која је трајала од 23. марта до 2. априла.
Неки авиони прелетели су даље, преко регије Бероун, где су, у покушају да стекну представу о свом положају, бацили падобране са светлечим ракетама изнад села Менани   Неколико свећања летака бачено је у околини Плзења, у општинама Мјењани, Литен и Скухров.
| Област       | Протекторат Чешке и Моравске |
| Место        | Плзењ                        |
| Тип догађаја | бомбардовање                 |
| Датум        | 21. октобар 1940.            |
| Време        |                              |
| Резултат     | 0                            |

## Резервни циљеви
Након неуспешно изведеног задатка, авиони који су наводно прелетели циљно подручје изнад Плзења, кренули су на повратно путовање, током кога су посаде бомбардовале изабране алтернативне циљеве у Немачкој.
1. Авион П5089 којим је управљао P/O Wildingem, иако је имао проблема са једним мотором, бацио је бомбе изнад Рура.
2. Авион П5058 са капетаном F/O Brookem на челу бомбардовао је град Оберхаузен у области Рур и изазвао пожар.
3. Авион П4943 под командом P/O Gunna изабрао је циљ ранжирно двориште јужно од Минстера.
4. Авион Т4146  под командом F/Sgt Mooreho напао је бомбама воз на железничкој прузи Арнсберг на периферији Дортмунда .
5. Авиону са посадом капетана S/Ldr Smithe  циљ је била електрана Quadrath-Fortuna западно од Келна .
6. Авион Н1527 капетана P/O O'Duffy пронашао је рупу у облацима погодну за бомбардовање града Бремена
7. Авион Н1462 наредника Sgt Hughes бацио ј бомбе на индустријску зону Рура,
8. Авион Н5028 наредника Sgt Christie напао је железничку станицу у Бону.[10]Након бацања бомби, авиони су кренули према бази у Енглској.[10]

## Проблеми при повратку
Лет до циља, који се налазио на ивици домета авиона Армстронг Витворт Вајтли, пратио је ескадрилу неизвесношћу  о сигурном повратку током било ког продужења лета. У повратку авионима је брзо понестајало горива и на крају се због превелике потрошње горива три авиона нису вратила у базу.

### Т4171
Летелица Армстронг Витворт Вајтли, Т4171 са матрицом ГЕ-О, произведена 25. августа 1940. године, у 58. ескадрилу РАФ-а стигла је 3. октобра.   Док је летео изнад циљне области, авион је  погодила јака ватра са земље и пилот Ернест Хенри Браун је повређен. Стога је мора да предао контролу над авионом копилоту.
У повратку посада се изгубила и остала без горива, али на крају није од тога страдала, већ од од директног поготка у авион који је у 6:15 часова упутио немачки пилот Хауптман  Карл Хулсхоф .
Авион се срушио на стрму падину брда на северном ободу Греенхов Моор-а у Боттон Хеад-у , јужно од Инглеби Греенхов-а , у данашњем Националном парку Нортх Иорк Моорс . Након пада авион се запалио, и три члана посаде - пилота Ернеста Хенри Браун , пилота Леонарде Френк Перси Адлам и митраљезац Марсел Катберт Тилкин - умрли су на лицу места, извиђач Кирил Сидни Гарик, је два дана касније умро у болници од последица повреда. Једини преживели на овом лету био је радио оператер наредник Роберт Ернест Лангфиелд .  Олупине летелице оцењене су као непоправљиве. 
Немачки пилот ХК Хулсхофф и командант специјализоване ноћне борбене јединице И / ЊГ 2, која је напала бомбардере РАФа директно над британском територијом.  дејствовала је са холандског аеродрома Гилзе-Ријен у ловцима Јункерс Ју 88.
Обарање  авион АВ.38 Вхитлеи-у је први пут потврђено уништавање британског бомбардера од стране немачког ноћног ловца над Великом Британијом. 

### П5058
Авион Армстронг Витворт Вајтли  са ознаком П 5058  пришао је енглеској обали око ушће реке Хумбер  када су његови мотори почели да губе снагу. Након њиховог потпуног отказивања у 5.40 часова посада је хитно слетела на површину реке северно од Линколншира.  Озбиљан пад повредио је капетана Брука и телеграфисту наредника, Наредник Ц. С Халеј, наредник Хендерсон и наредник Данкан су побегли неозлеђени.На површини реке, на само 50 метара од обале, у гуменом чамцу чекали су спашавање три сата.  За три члана посаде ово је била друга несрећа током недеље, јер им се 15. октобра срушио авион Т4150 због недостатка горива по повратку из мисије у Шчећину .

### П5089
Авион Армстронг Витворт Вајтли  са ознаком П 5089  у завршници лета остао је без горива изнад нивоа мора. Посада је извршили  хитно слетање на површину мора приближно 6 км од рта  Blackeney Point  близу Холта у северном Норфолку .
Слетали су неозлеђени а мокру посаду на гуменом чамцу убрзо је спасао  „Foresters Centenary“. Летелица је због оштечења морала да се расходује. 

## Епилог
Бацање неколико свежњева промотивних летака у мања села изван предвиђеног подручја и бомбардовање резервних циљева значило је очигледан неуспех у операцији, што је подвучено губитком три од једанаест послатих летелица, укључујући четири мртва и три рањена пилота.
Главна потешкоћа током летова изнад средње Европе била је навигација авиона до одредишта. Пилоти су се ослањали на визуелну оријентацију, која је захтевала ведру ноћ са месечином.  Међутим, како се метеоролошка ситуација над непријатељском територијом није могла оперативно утврдити пре поласка на задатак,  ваздушни напади по облачном времену углавном су били неуспешни. Тешко сналажење и тражење одредишта по лошем времену повећало је време лета и тиме повећало ризик од недостатка горива за безбедан повратак. 
Међутим, РАФ није одвратио неуспех и британски пилоти су покушали да поново нападну Плзењ у ноћи 28. октобра 1940. године. 